# 시나마치역
시나마치역(일본어: 椎名町駅, しいなまちえき)은 일본 도쿄도 도시마구에 있는 세이부 철도 이케부쿠로 선의 철도역이다.
이케부쿠로 선의 모든 역 중에 가장 낮은 지대에 위치한다. 회화(絵画) 과정이 있는 미술계 대학 지망생이나 만화가지망생에게 잘 알려진 역이기도 하다.
8량 편성 열차만 정차하도록 되어 있으며, 10량 편성 열차 타는 곳으로 개축하려고 해도, 타는 곳 양쪽에 바로 건널목이 있기 때문에 개축할 수 없는 역이기도 하다.

## 타는 곳
| ↑ 이케부쿠로     |
| 1 \| 2           |
| 히가시나가사키 ↓ |

| 1 | ■ 이케부쿠로 선 | 이케부쿠로 방면                                                                     |
| 2 | ■ 이케부쿠로 선 | 네리마・샤쿠지이 공원・호야・히바리가오카・ 기요세・도코로자와・고테사시・한노 방면 |

## 출구 정보
- 북쪽 출입구(北口)
- 남쪽 출입구(南口)

## 역사
- 1924년 6월 11일 - 영업 개시

## 사진

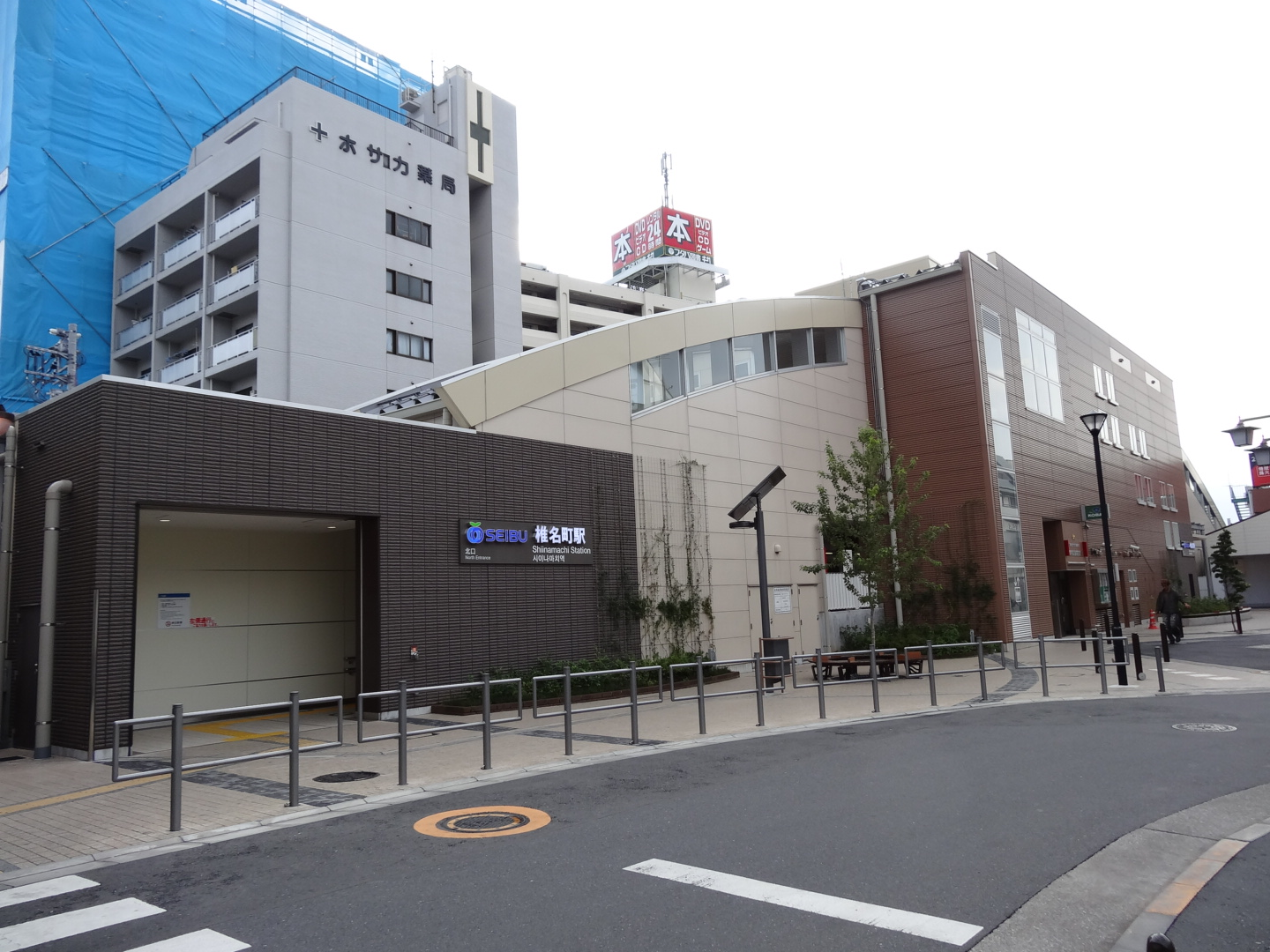
북쪽 출입구 모습(2013년 11월 5일)
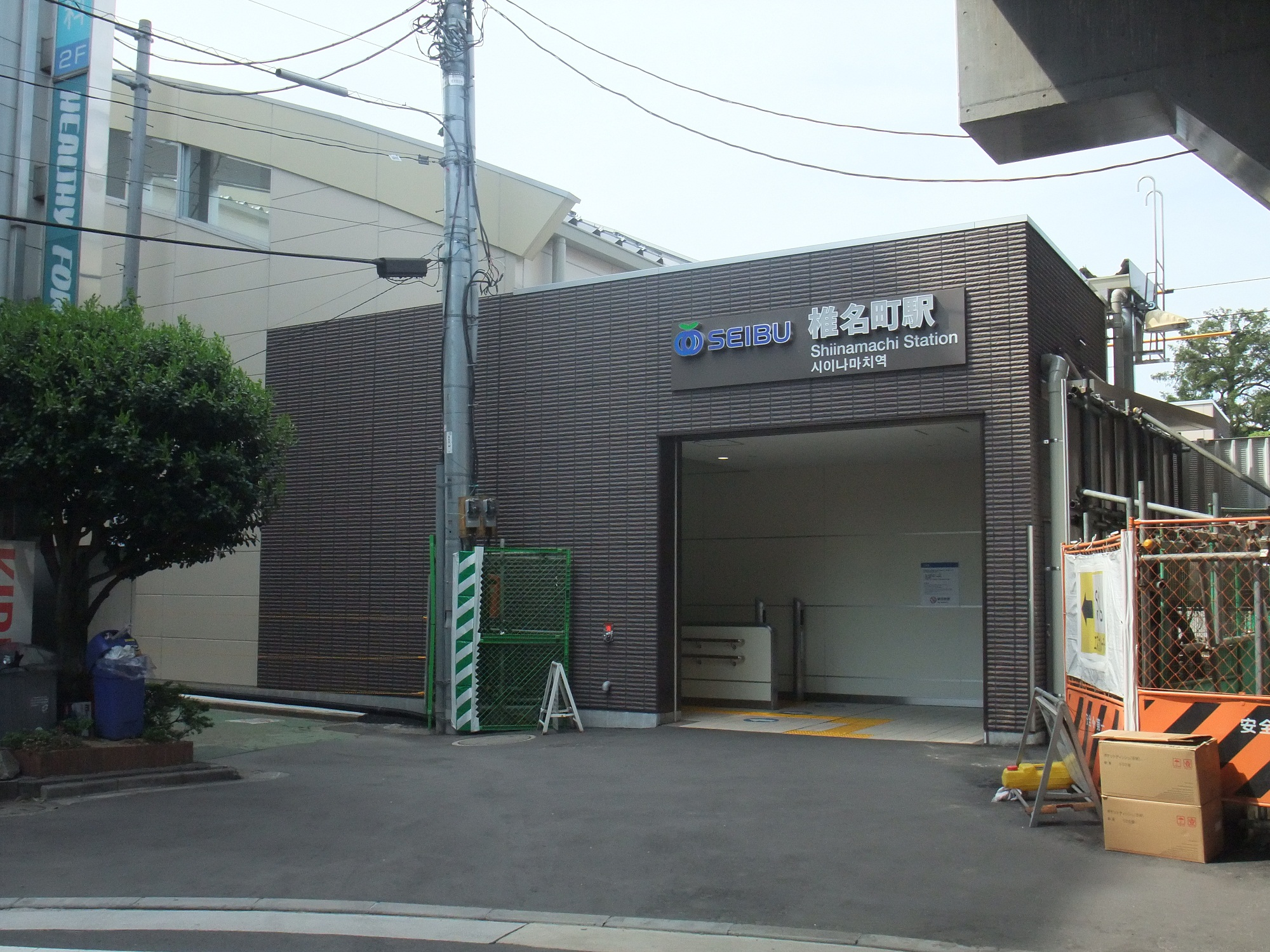
남쪽 출입구 모습(2012년 5월 13일)

## 인접역
| 세이부 철도■이케부쿠로 선 | 세이부 철도■이케부쿠로 선 | 세이부 철도■이케부쿠로 선 |
| ------------------------- | ------------------------- | ------------------------- |
| 이케부쿠로 방면           | ■보통                     | 히가시나가사키 한노 방면  |